# Academia de Sorø

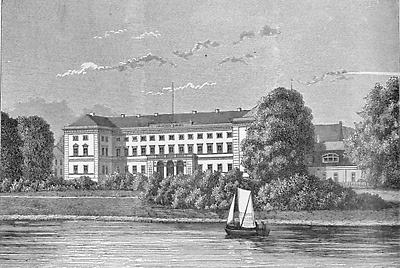
Edificios de la academia del siglo XIX

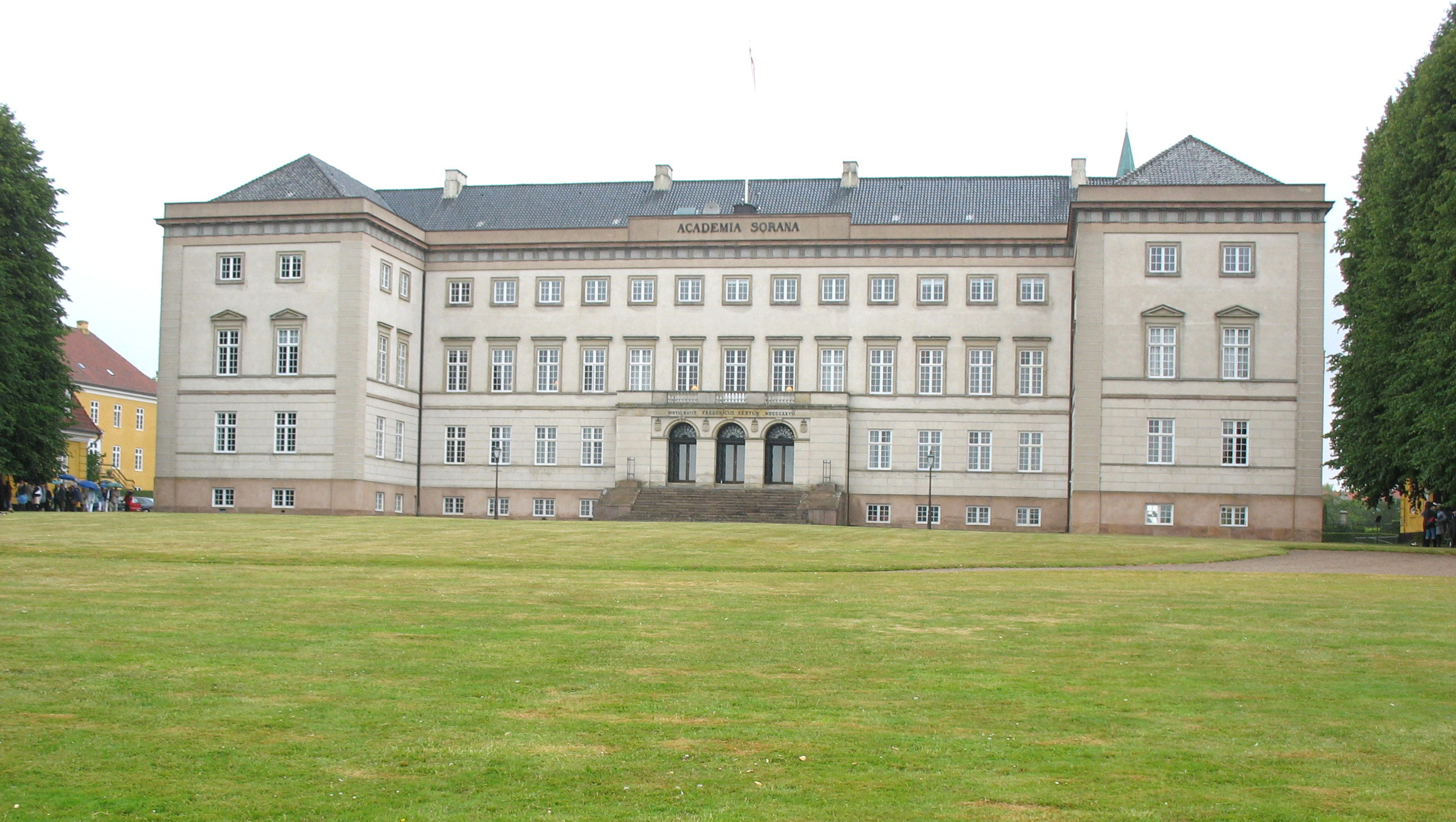
Edificios en 2008

La Academia de Sorø, Regia et equestris Academia Sorana (en danés: Sorø Akademi), es una escuela secundaria fundada en 1586 por Federico II de Dinamarca en Sorø, quien decidió fundar una escuela latina en una abadía medieval para evitar el éxodo de jóvenes de la nobleza y las clases altas que iban a estudiar a París u otras ciudades europeas. En 1623, Cristián IV de Dinamarca le adjudicó el título de academia de titulación superior ampliando sus bienes catastrales y financiación. 
Se impartían clases de hebreo, griego, latín, matemáticas, historia, esgrima, equitación e incluso juego de palma. 
La escuela entró en decadencia tras un incendio en 1813. Fue entonces cuando se reconstruyó el magnífico edificio neoclásico al que se le anexó una biblioteca. 
Actualmente la academia sigue siendo un reputado gymnase.